# Přechod Venuše

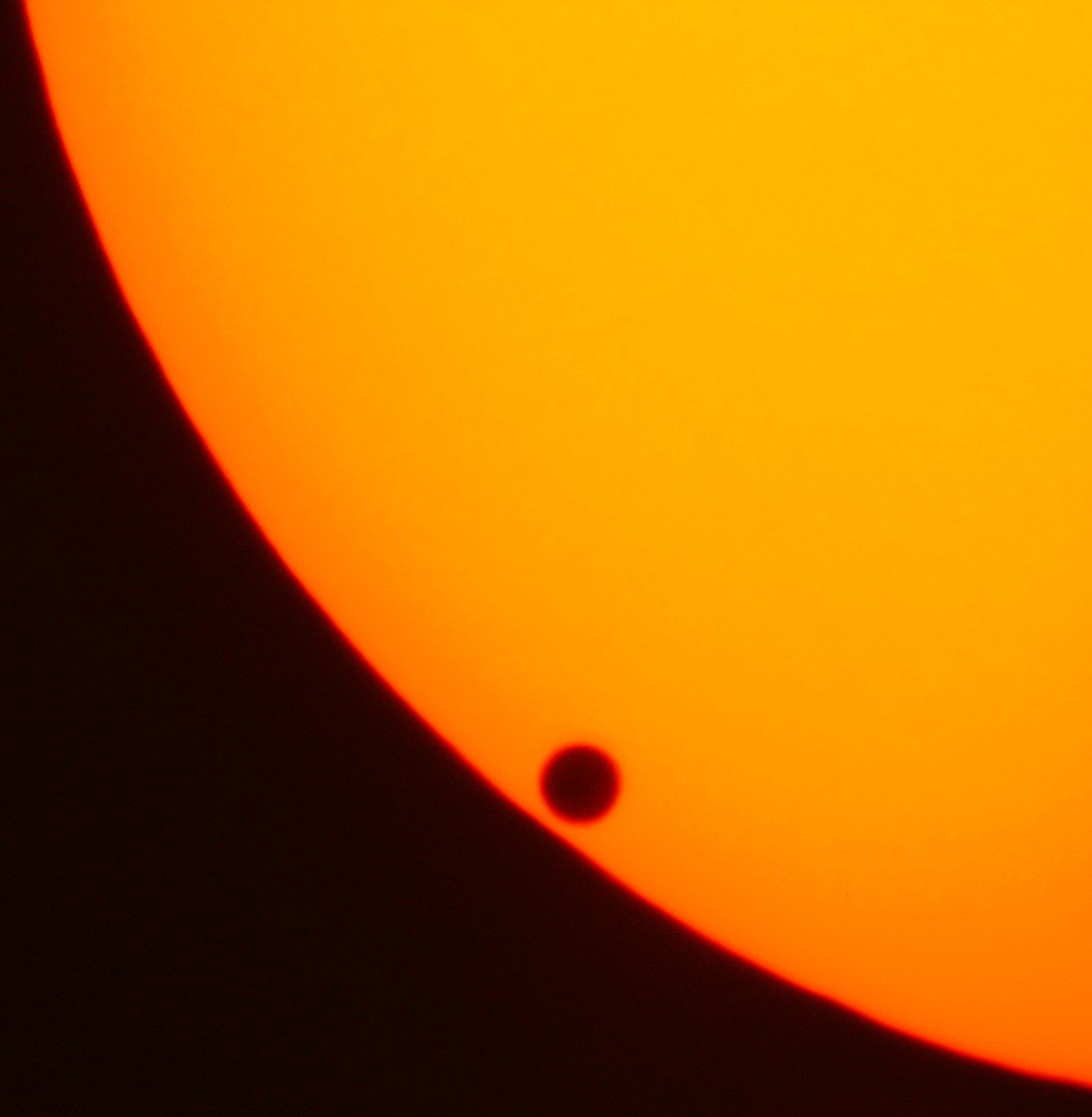
Přechod Venuše 8. června 2004

Přechod Venuše (též tranzit Venuše) přes sluneční disk je astronomická událost, během níž planeta Venuše projde přímo mezi Sluncem a Zemí, a zakryje tak malou část slunečního kotouče. Venuše může být během přechodu pozorována ze Země jako malý černý disk pohybující se napříč slunečním kotoučem. Přechody Venuše obvykle trvají několik hodin (např. přechod z roku 2004 trval 6 hodin). Přechod je podobný zatmění Slunce Měsícem, ovšem Venuše se vzhledem ke své vzdálenosti od Země jeví mnohem menší, ačkoliv ve skutečnosti je její průměr téměř čtyřikrát větší než průměr Měsíce a takřka shodný se Zemí. V počátcích astronomie se přechod Venuše využíval k měření sluneční paralaxy a následnému výpočtu vzdálenosti Země od Slunce.
Přechody Venuše patří mezi nejvzácnější předpověditelné astronomické úkazy. V současné době lze každých 243 let pozorovat dvě dvojice přechodů, kdy dva přechody od sebe dělí 8 let, po nichž následují dlouhé pauzy se střídavou délkou 121,5 a 105,5 roku. Poslední dvojice přechodů byla pozorována 8. června 2004 a 6. června 2012. Nejbližší další dvojice přechodů se odehraje v prosinci 2117 a prosinci 2125.
Přechod Venuše je možné bezpečně sledovat za dodržení stejných opatření, jako při pozorování částečného zatmění Slunce. Pozorování zářivého povrchu Slunce (tzv. fotosféry) nechráněným zrakem může rychle vyústit ve vážné a často i trvalé poškození zraku.

## Konjunkce

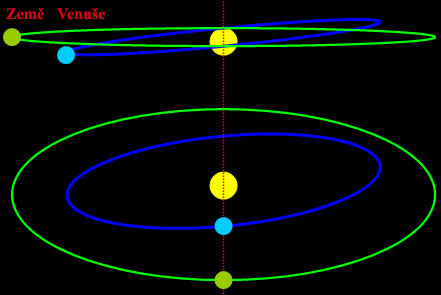
Znázornění úhlu mezi oběžnými rovinami Venuše a Země

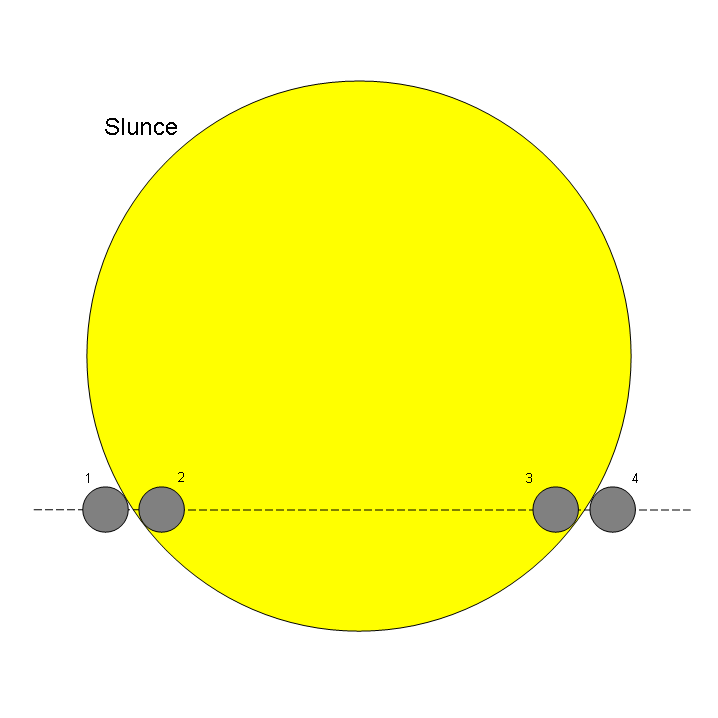
Čtyři kontakty disku Venuše se slunečním kotoučem. Pro názornost je průměr planety vůči Slunci větší, než jak by ho ve skutečnosti viděl pozemský pozorovatel.

Rovina oběžné dráhy Venuše svírá s rovinou oběžné dráhy Země úhel 3,4°. Důsledkem je, že během dolních konjunkcí (kdy se obě planety nacházejí na téže straně Slunce) Venuše obvykle projde nad nebo pod slunečním kotoučem. Vzdálenost planety od Slunce při pohledu ze Země může být až 9,6°. Protože úhlový průměr Slunce je asi půl stupně, může kolem něj Venuše během běžné konjunkce procházet i ve vzdálenosti větší než 18 průměrů slunečního kotouče. Přechod je ze Země viditelný pouze tehdy, pokud konjunkce Venuše se Zemí nastane poblíž jednoho z uzlů její dráhy (tj. místa, kde dráha Venuše protíná oběžnou rovinu Země, tzv. ekliptiku) nebo přímo v něm.
Přechody Venuše sledují 243letý cyklus. Během něj lze obvykle pozorovat dvě dvojice přechodů. Každá dvojice je od sebe oddělená 8 lety a mezi dvěma dvojicemi uběhne vždy střídavě 121,5 a 105,5 roku. Cyklus má délku 243 let, protože 243 pozemských siderických let má 88 757,3 dní a současně 395 siderických let Venuše má 88 756,9 dní. V těchto periodách se tedy obě planety vrací do přibližně stejné vzájemné polohy. Tato doba odpovídá také 152 synodickým periodám Venuše.
Současné periody o délce 105,5, 8, 121,5 a 8 let v rámci 243letého cyklu jsou způsobeny malým rozdílem v délkách siderických let obou planet. Před rokem 1518 se v rámci cyklu střídaly tři periody o délkách 8, 113,5 a 121,5 let a před rokem 546 proběhlo 8 přechodů za sebou vždy po 121,5 letech. Současná podoba cyklu skončí roku 2846, kdy se počet period opět sníží na tři a jejich délky budou 105,5, 129,5 a 8 let. Z toho vyplývá, že 243letý cyklus je poměrně stabilní a mění se pouze počet přechodů planety a doba, kdy nastávají.

### Kontakty
Při přechodu Venuše lze pozorovat čtyři tzv. kontakty planety se slunečním kotoučem:
1. Venuše je ještě zcela mimo sluneční disk, kterého se právě poprvé dotkla, a pohybuje se směrem dovnitř
2. Venuše se ocitá zcela uvnitř slunečního disku, přestává se dotýkat jeho okraje a dále se pohybuje směrem dovnitř
3. Venuše je stále zcela uvnitř slunečního disku a právě se znovu dotkla jeho okraje, pohybuje se směrem ven
4. Venuše zcela opouští sluneční disk[4][9]

Dalším význačným bodem je střed či maximální fáze přechodu, kdy se Venuše ocitá uprostřed své cesty napříč slunečním kotoučem.

## Starověká a středověká pozorování
Pohyby planety Venuše zaznamenávali již starověcí řečtí, egyptští, babylonští i čínští hvězdáři. Staří Řekové považovali večerní a ranní východy Venuše za různá tělesa, přičemž Večernici nazývali Hesperos a Jitřenku Fosforos. Za prvního Řeka, který si uvědomil, že se jedná o jednu planetu, bývá považován Pythagoras. Hérakleidés z Pontu si všiml, že Venuše prochází někdy nad a někdy pod slunečním kotoučem. Někteří historikové z toho vyvozují, že si byl vědom faktu, že Venuše obíhá okolo Slunce a nikoliv okolo Země. Nic však nenasvědčuje tomu, že by některá z těchto kultur věděla o přechodech Venuše přes sluneční disk.
Venuše byla známá též americkým předkolumbovským civilizacím. Mayové ji nazývali Noh Ek („Velká hvězda“) nebo také Xux Ek („Vosí hvězda“) a ztotožňovali ji s bohem Kukulkánem (Aztékům pak pravděpodobně známý jako Quetzalcoatl, tj. „Opeřený had“). V tzv. Drážďanském kodexu je zmapován celý cyklus Venuše. Nic ovšem nenasvědčuje tomu, že by Mayové měli také znalosti o přechodech planety přes sluneční disk.
První, byť ne zcela potvrzené zprávy o pozorování přechodu Venuše máme od středověkého perského učence Ibn Síná, známějšího pod polatinštěným jménem Avicenna (980–1037), který údajně Venuši pozoroval jako skvrnu na slunečním disku. Ačkoliv o tomto údajném pozorování a jeho interpretaci panují pochybnosti, zcela vyloučit to nelze. První skutečně potvrzená pozorování jevu však pocházejí až ze 17. století.

## Novověká pozorování

Změřením doby přechodu Venuše lze určit sluneční paralaxu

Původní zájem vědců o přechod Venuše byl, kromě vzácnosti jevu, motivován především snahou vypočítat velikost sluneční soustavy. Ačkoliv astronomové už v 17. století uměli vypočítat poměrnou vzdálenost planet od Slunce a vyjádřit ji v astronomických jednotkách, absolutní hodnota této vzdálenosti byla v této době ještě neznámá.

### 1631 a 1639

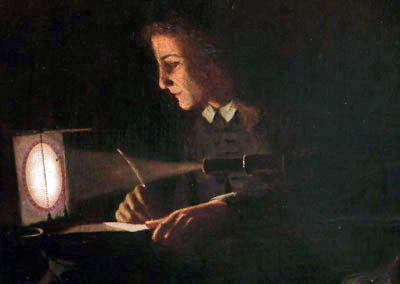
Jeremiah Horrocks při prvním pozorování přechodu Venuše roku 1639. Obraz Slunce se promítá přes dalekohled na stínítko.
(W. R. Lavender)

Jako první předpověděl přechod Venuše Johannes Kepler. Z údajů o oběžných dráhách planet v jeho Rudolfinských tabulkách z roku 1627 vyplývalo, že planeta přejde přes sluneční kotouč 7. prosince 1631. Podobně předpověděl také přechod Merkuru, který se měl odehrát přesně o měsíc dříve, 7. listopadu 1631, a který úspěšně pozoroval francouzský astronom Pierre Gassendi. Keplerovy výpočty však nebyly dostatečně přesné na to, aby si uvědomil, že přechod Venuše nebude viditelný z větší části Evropy, a tak se za ním do jiných oblastí žádný astronom nevypravil. Sám Kepler se tohoto data nedožil – zemřel 15. listopadu 1630, rok před očekávanou událostí.
První vědecká pozorování přechodu Venuše se tak uskutečnila až 4. prosince 1639, kdy ho z vesnice Much Hoole poblíž Prestonu v severozápadní Anglii sledoval Jeremiah Horrocks a nedaleko odtud ze Salfordu poblíž Manchesteru další anglický astronom William Crabtree. Kepler přitom předpověděl přechody pouze v letech 1631 a 1761; na rok 1639 předpovídal, že Venuše sluneční kotouč těsně mine. Horrocks však Keplerovy výpočty oběžné dráhy Venuše opravil a uvědomil si, že přechody této planety přes sluneční disk se odehrávají ve dvojicích, navzájem od sebe vzdálených osm let. Díky tomu se Horrocks a jeho přítel Crabtree stali jedinými, kdo událost pozoroval. Ačkoliv si Horrocks nebyl zcela jist přesným časem, předpověděl, že přechod začne přibližně v 15:00. Aby mohl pozorovat bez nebezpečí poškození zraku, zaostřil pomocí jednoduchého dalekohledu obraz Slunce na malý papír, a přestože bylo zataženo, strávil u dalekohledu většinu dne. Nakonec mu přálo štěstí a v 15:15, půl hodiny před západem, se Slunce ukázalo mezi mraky. Zatímco Crabtreemu počasí a snad také radost ze zážitku neumožnily provést žádná měření, Horrocks dokázal změřit úhlovou velikost Venuše. Na základě mylné teorie, že velikost planet je přímo úměrná jejich vzdálenosti od Slunce tak, aby při pohledu ze Slunce byly jejich úhlové velikosti stejné, pak odhadl vzdálenost Země od Slunce na 59,4 milionu mil, tj. 95,6 milionu kilometrů. Přesto byl tento údaj mnohem přesnější než veškeré předchozí odhady, ačkoliv od správné hodnoty 149,6 milionu km se stále významně lišil. Horrocksova pozorování byla zveřejněna ve spise Venus in Sole Visa (česky Venuše před Sluncem spatřená) až roku 1662, dlouho po jeho smrti.

### 1761 a 1769

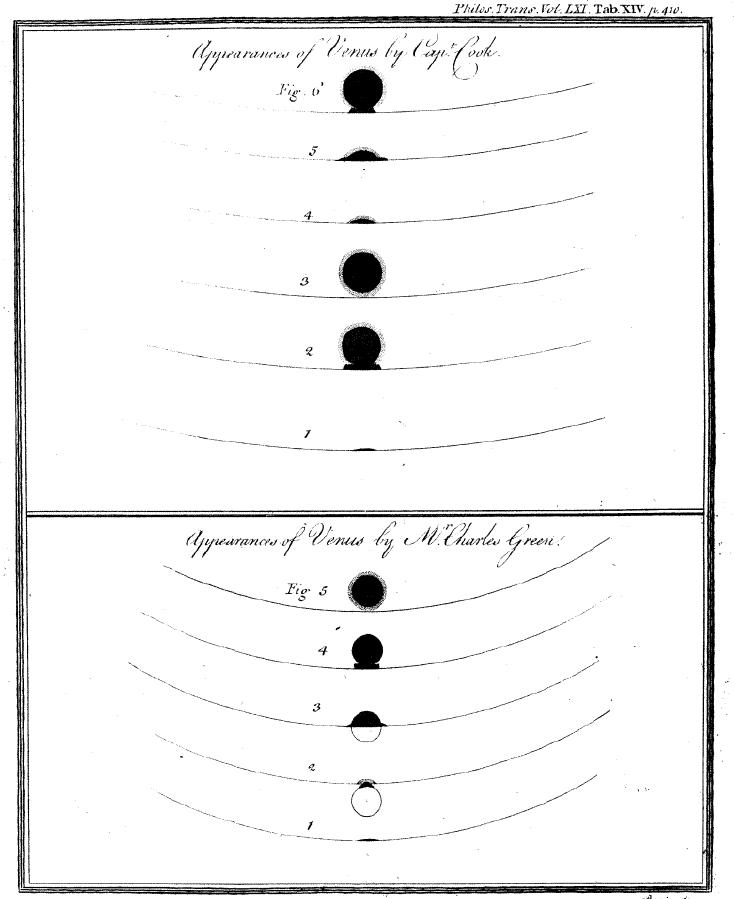
Přechod Venuše přes sluneční disk, jak jej zakreslili James Cook a Charles Green na Tahiti, 1769

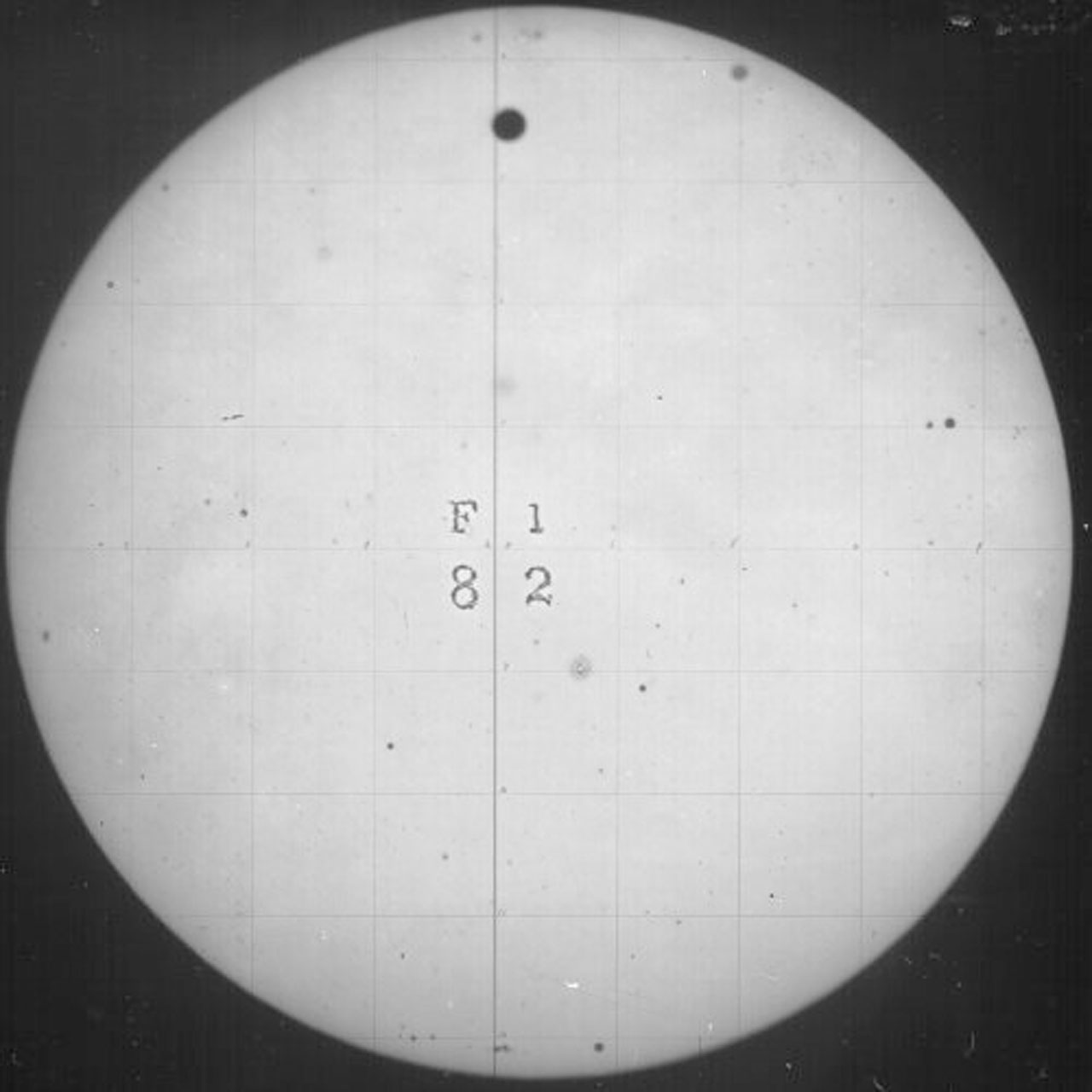
Přechod Venuše roku 1882

Roku 1761 pozoroval přechod Venuše v Sankt Petěrburgu Michail Lomonosov, který si všiml lomu slunečních paprsků na okraji planety. Na počátku přechodu zaznamenal kolem Venuše v místech, která ještě nepřišla do kontaktu se slunečním kotoučem, světlý prstenec. Stejný prstenec pak pozoroval i po třetím kontaktu na konci přechodu. Lomonosov správně usoudil, že prstenec lze vysvětlit pouze existencí atmosféry na Venuši.
Dvojici přechodů v letech 1761 a 1769 využili astronomové k určení přesnější hodnoty astronomické jednotky za pomocí sluneční paralaxy a Keplerova třetího zákona. Tuto metodu poprvé popsal skotský matematik a astronom James Gregory ve svém díle Optica Promota z roku 1663. Metoda byla založena na přesném změření malého časového rozdílu v počátcích nebo koncích přechodu pozorovaných z navzájem velmi vzdálených stanovišť na zemském povrchu. Vzdálenost mezi stanovišti potom posloužila jako základ pro trigonometrický výpočet vzdálenosti Země od Venuše a od Slunce.
S myšlenkou expedic do nejrůznějších oblastí světa, odkud bude možné přechod pozorovat a vzájemným porovnáním údajů pak vypočítat sluneční paralaxu, přišel již roku 1716 Edmund Halley, který však zemřel téměř dvacet let před jejím uskutečněním. Početné výpravy, které za pozorováním přechodu roku 1761 vyrazily, jsou považovány za jeden z prvních případů široké mezinárodní vědecké spolupráce. Při prvním z dvojice přechodů se do různých míst světa, včetně Sibiře, Newfoundlandu a Madagaskaru, vydali vědci z Velké Británie, Rakouska a Francie. Příležitost k pozorování přinejmenším části přechodu měla většina z nich, mezi nimi např. Jeremiah Dixon a Charles Mason na mysu Dobré naděje. Roku 1769 astronomové vyrazili zase do Hudsonova zálivu, na Kalifornský poloostrov (tehdy pod španělskou nadvládou) a opět do Norska. Přechod byl pozorován též z Tahiti v rámci první průzkumné cesty kapitána Cooka, a sice z místa, kterému se dodnes říká „Point Venus“. Český astronom Christian Mayer sledoval přechod ze Sankt Petěrburgu, kam ho pozvala carevna Kateřina Veliká, ovšem jeho pozorování z větší části zmařila zatažená obloha. Smůla provázela zejména francouzského astronoma Guillauma Le Gentil, který při své neúspěšné snaze spatřit alespoň jeden z obou přechodů strávil na cestách 11 let a 6 měsíců, během nichž ztratil svou ženu i majetek, neboť byl prohlášen za mrtvého. O více než sto dvacet let později jeho osudy posloužily jako předloha divadelní hry Transit of Venus kanadské autorky Maureen Hunter.

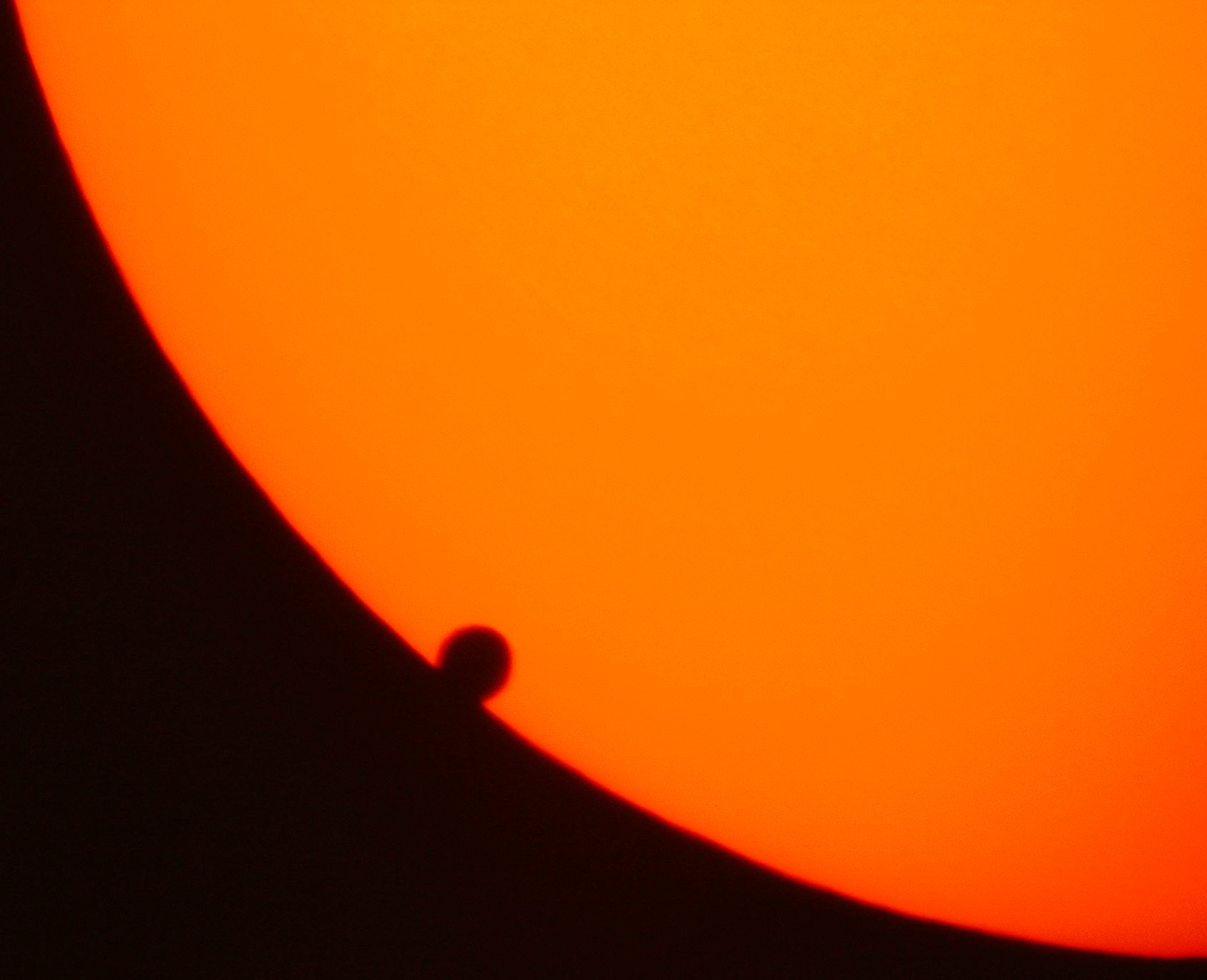
Efekt černé kapky při přechodu Venuše roku 2004

Kvůli tzv. efektu černé kapky (též známému jako Bailyho kapka) nebylo možné změřit počátek a konec přechodu s dostatečnou přesností. Efekt černé kapky byl dlouho připisován husté atmosféře Venuše a původně byl dokonce považován za důkaz její existence. Současné studie však prokázaly, že se jedná jen o optický efekt způsobený rozmazáním obrazu planety turbulencemi v zemské atmosféře nebo vadami dalekohledu. Roku 1771 francouzský astronom Jérôme Lalande využil údajů získaných během přechodů v letech 1761 a 1769 a vypočítal hodnotu astronomické jednotky, která podle něj dosahovala 153 milionů kilometrů (±1 milion km). Ačkoliv přesnost stále nebyla s ohledem na efekt černé kapky velká, přesto se ve srovnání s Horrocksovými výpočty jednalo o znatelný pokrok.

### 1874 a 1882

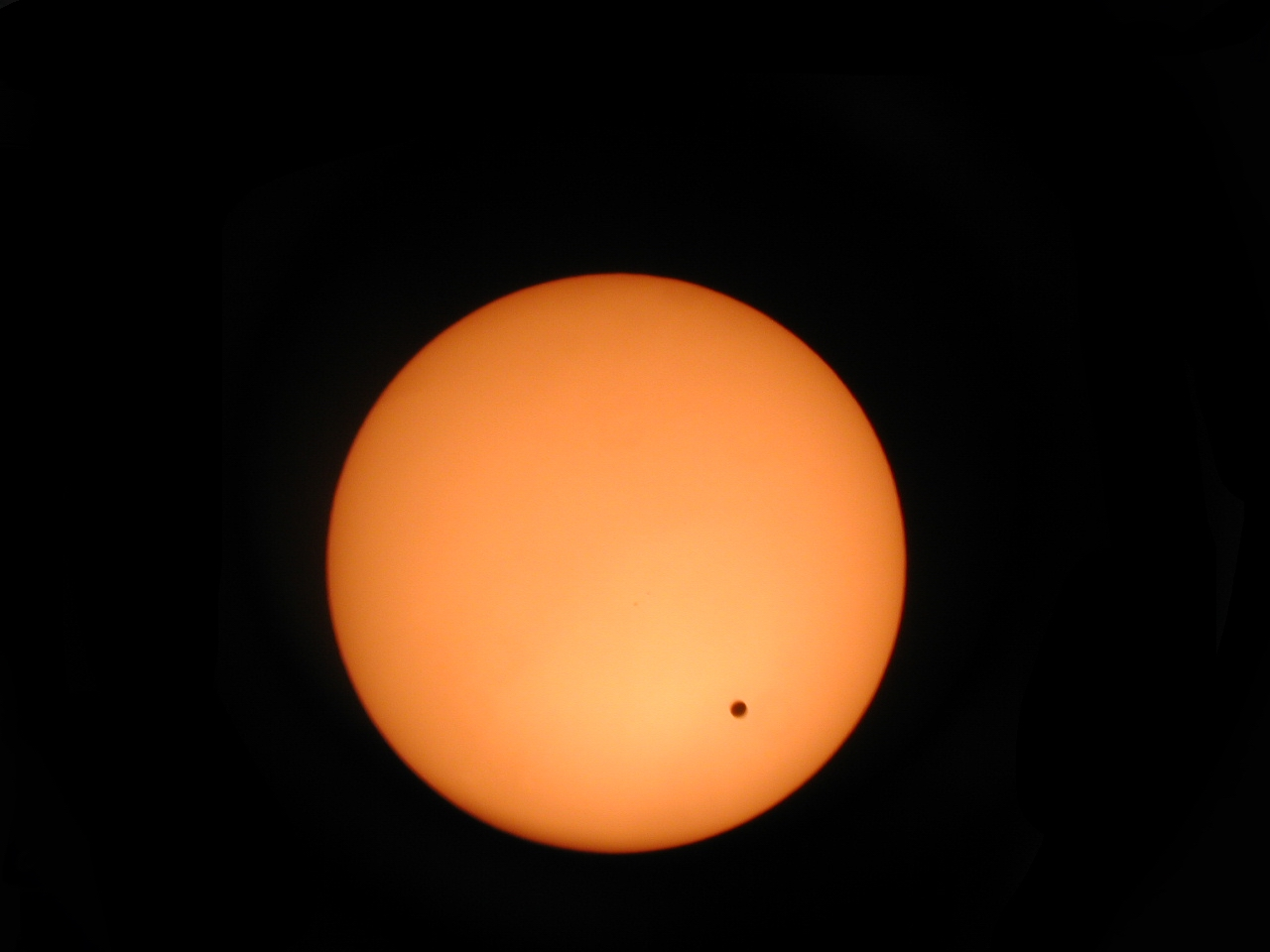
Přechod Venuše roku 2004

Lalandem vypočtenou hodnotu astronomové dále zpřesňovali během přechodů v letech 1874 a 1882. Roku 1874 se několik expedic vydalo na Kerguelenské ostrovy. Tentokrát již astronomové mohli využít výhod vynálezu fotografie, který jim umožnil mikrometrická měření vzdálenosti Venuše od okraje slunečního kotouče, takže již nebyli odkázáni na prchavé okamžiky kontaktů na počátku a konci přechodu. Využití našly také tzv. heliometry, původně určené na měření slunečního průměru. I tato měření však byla stále zatížena velkou chybou. Americký astronom Simon Newcomb zkombinoval data ze čtyř posledních přechodů a odvodil hodnotu astronomické jednotky na 149,59 milionu kilometrů (±0,31 milionu km).

### 2004 a 2012

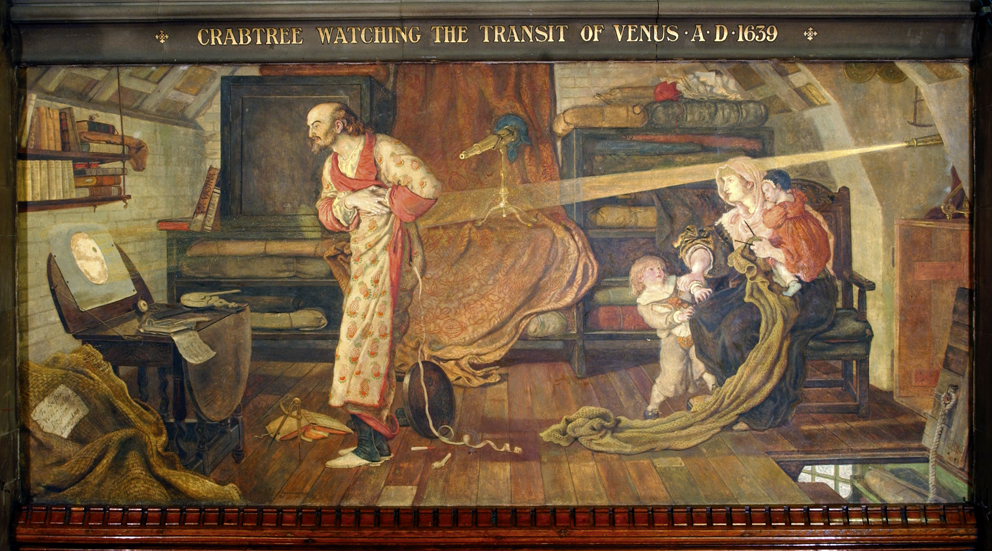
William Crabtree pozoruje přechod Venuše roku 1639. Freska F. M. Browna z roku 1893 na manchesterské radnici

V současné době se již výpočty pomocí paralaxy k určení hodnoty astronomické jednotky nepoužívají, neboť moderní metody využívající vesmírných sond či radarových pozorování těles sluneční soustavy umožnily určit její hodnotu s přesností ±30 m. Přesto roku 2004 přechod Venuše opět vzbudil zájem vědců, kteří událost využili k měření míry poklesu slunečního záření během zákrytu, čímž se snažili zpřesnit metody hledání extrasolárních planet. Dnes se planety u jiných hvězd hledají dvěma způsoby. Prvním je měření změn ve vlastním pohybu hvězdy nebo změn v Dopplerově posuvu, způsobených změnou radiální rychlosti hvězdy. Takto lze detekovat velké exoplanety o rozměrech Jupiteru či Neptunu obíhající v blízkosti hvězdy, které svou gravitací dokáží tuto hvězdu nepatrně vychýlit. Další metodou je využití gravitační mikročočky, kdy planeta přecházející před hvězdou způsobí efekt podobný tzv. Einsteinovu prstenu. Měření poklesu intenzity světla během přechodu planety přes disk hvězdy by však mohlo být mnohem citlivější a mohlo by umožnit hledat i malé planety. Tato metoda je ovšem velmi náročná na přesnost měření: např. přechod Venuše způsobí, že jasnost Slunce poklesne pouze o hodnotu 0,001, a pokles jasnosti hvězdy způsobený přechodem malé exoplanety by byl podobně nepatrný.
Zatím poslední přechod proběhl 6. června 2012. Nejlépe viditelný byl v některých částech Tichomoří, z Česka bylo možné pozorovat v časných ranních hodinách jen jeho poslední čtvrtinu.

### Přechody vminulosti a budoucnosti
V současné době se přechody Venuše přes sluneční disk mohou odehrávat pouze v červnu nebo prosinci (viz tabulku). Tato kalendářní data se však pomalu zpožďují; před rokem 1631 připadaly na přechody měsíce květen a listopad. Přechody se odehrávají ve dvojicích, přičemž druhý z nich nastává po osmi letech, takřka ve stejné datum. Důvodem je, že 8 pozemských let je téměř stejně dlouhých jako 13 oběhů Venuše, takže každých osm let se obě planety vůči sobě nacházejí přibližně ve stejné pozici. Tato konjunkce však není dostatečně přesná na to, aby se mohly opakovat tři nebo i více přechodů po sobě, protože Venuše na místo pokaždé dorazí o 22 hodin dříve než při předchozí události. Poslední přechod, který neproběhl ve dvojici, se odehrál roku 1396 a znovu se tak stane roku 3089. Roku 2854 (kdy má proběhnout druhý přechod z dvojice 2846/2854) Venuše z pohledu pozemského rovníku sluneční kotouč těsně mine, ovšem v některých částech jižní polokoule bude viditelný alespoň částečný přechod.
| Datum přechodu      | Čas (UTC)        | Čas (UTC)        | Čas (UTC)        | Poznámka | Oblast pozorování (HM Nautical Almanac Office) |
| Datum přechodu      | Začátek          | Střed            | Konec            | Poznámka | Oblast pozorování (HM Nautical Almanac Office) |
| ------------------- | ---------------- | ---------------- | ---------------- | --- | ---------------------------------------------- |
| 23. listopadu 1396  | 15:45            | 19:27            | 23:09            | Poslední přechod, který se neodehrál ve dvojici                                                                                           |                                                |
| 25.–26. května 1518 | 22:46 25. května | 01:56 26. května | 05:07 26. května | Cyklus nabývá dnešní podoby, kdy během 243 let proběhnou dvě dvojice přechodů                                                             |                                                |
| 23. května 1526     | 16:12            | 19:35            | 21:48            | Poslední přechod před vynálezem dalekohledu                                                                                               |                                                |
| 7. prosince 1631    | 03:51            | 05:19            | 06:47            | Předpovězený Johannem Keplerem |                                                |
| 4. prosince 1639    | 14:57            | 18:25            | 21:54            | První přechod pozorovaný anglickými astronomy Jeremiahem Horrocksem a Williamem Crabtreem                                                 |                                                |
| 6. června 1761      | 02:02            | 05:19            | 08:37            | Michail Lomonosov pozoruje atmosféru Venuše                                                                                               |                                                |
| 3.–4. června 1769   | 19:15 3. června  | 22:25 3. června  | 01:35 4. června  | První výprava kapitána Cooka na Tahiti |                                                |
| 9. prosince 1874    | 01:49            | 04:07            | 06:26            | Pietro Tacchini vede expedici do Muddapuru v Indii, francouzská expedice míří na Campbellovy ostrovy u Nového Zélandu                     |                                                |
| 6. prosince 1882    | 13:57            | 17:06            | 20:15            | John Phillip Sousa na oslavu události zkomponoval pochod The Transit of Venus                                                             |                                                |
| 8. června 2004      | 05:13            | 08:20            | 11:26            | Různá média přenášejí záběry přechodu Venuše živě do celého světa                                                                         |                                                |
| 5.–6. června 2012   | 22:09 5. června  | 01:29 6. června  | 04:49 6. června  | Pozorovatelné z Havaje, Aljašky, Austrálie, Pacifiku a východní Asie, počátek přechodu viditelný též ze Severní Ameriky a konec z Evropy. |                                                |

| Datum přechodu        | Čas (UTC)          | Čas (UTC)          | Čas (UTC)          | Poznámka | Oblast pozorování (HM Nautical Almanac Office) |
| Datum přechodu        | Začátek            | Střed              | Konec              | Poznámka | Oblast pozorování (HM Nautical Almanac Office) |
| --------------------- | ------------------ | ------------------ | ------------------ | --- | ---------------------------------------------- |
| 10.–11. prosince 2117 | 23:58 10. prosince | 02:48 11. prosince | 05:38 11. prosince | Pozorovatelné ve východní Číně, Japonsku, Tchaj-wanu, Indonésii a Austrálii, částečně pozorovatelné na západním pobřeží Spojených států, v Indii, většině Afriky a na Blízkém východě |                                                |
| 8. prosince 2125      | 13:15              | 16:01              | 18:48              | Pozorovatelné v Jižní Americe a na východě Spojených států, částečně pozorovatelné na západě Spojených států, v Evropě a v Africe                                                     |                                                |
| 11. června 2247       | 08:42              | 11:33              | 14:25              | Pozorovatelné v Africe, Evropě a na Blízkém východě, částečně pozorovatelné ve východní Asii, Indonésii a v Severní a Jižní Americe                                                   |                                                |
| 9. června 2255        | 01:08              | 04:38              | 08:08              | Pozorovatelné v Rusku, Indii, Číně a Západní Austrálii, částečně pozorovatelné v Africe, Evropě a na západě Spojených států                                                           |                                                |
| 12.–13. prosince 2360 | 22:32 12. prosince | 01:44 13. prosince | 04:56 13. prosince | Pozorovatelné v Austrálii a většině Indonésie, částečně pozorovatelné v Asii, Africe a na západě Severní a Jižní Ameriky                                                              |                                                |
| 10. prosince 2368     | 12:29              | 14:45              | 17:01              | Pozorovatelné v Jižní Americe, západní Africe a na východním pobřeží Spojených států, částečně pozorovatelné v Evropě, na západě Spojených států a na Blízkém východě                 |                                                |
| 12. června 2490       | 11:39              | 14:17              | 16:55              | Pozorovatelné na většině území Severní a Jižní Ameriky, v západní Africe a v Evropě, částečně pozorovatelné ve východní Africe, na Blízkém východě a v Asii                           |                                                |
| 10. června 2498       | 03:48              | 07:25              | 11:02              | Pozorovatelné ve většině Evropy, v Asii, na Blízkém východě a ve východní Africe, částečně pozorovatelné na východě Severní a Jižní Ameriky, v Indonésii a v Austrálii                |                                                |

## Vzácné úkazy doprovázející přechod Venuše

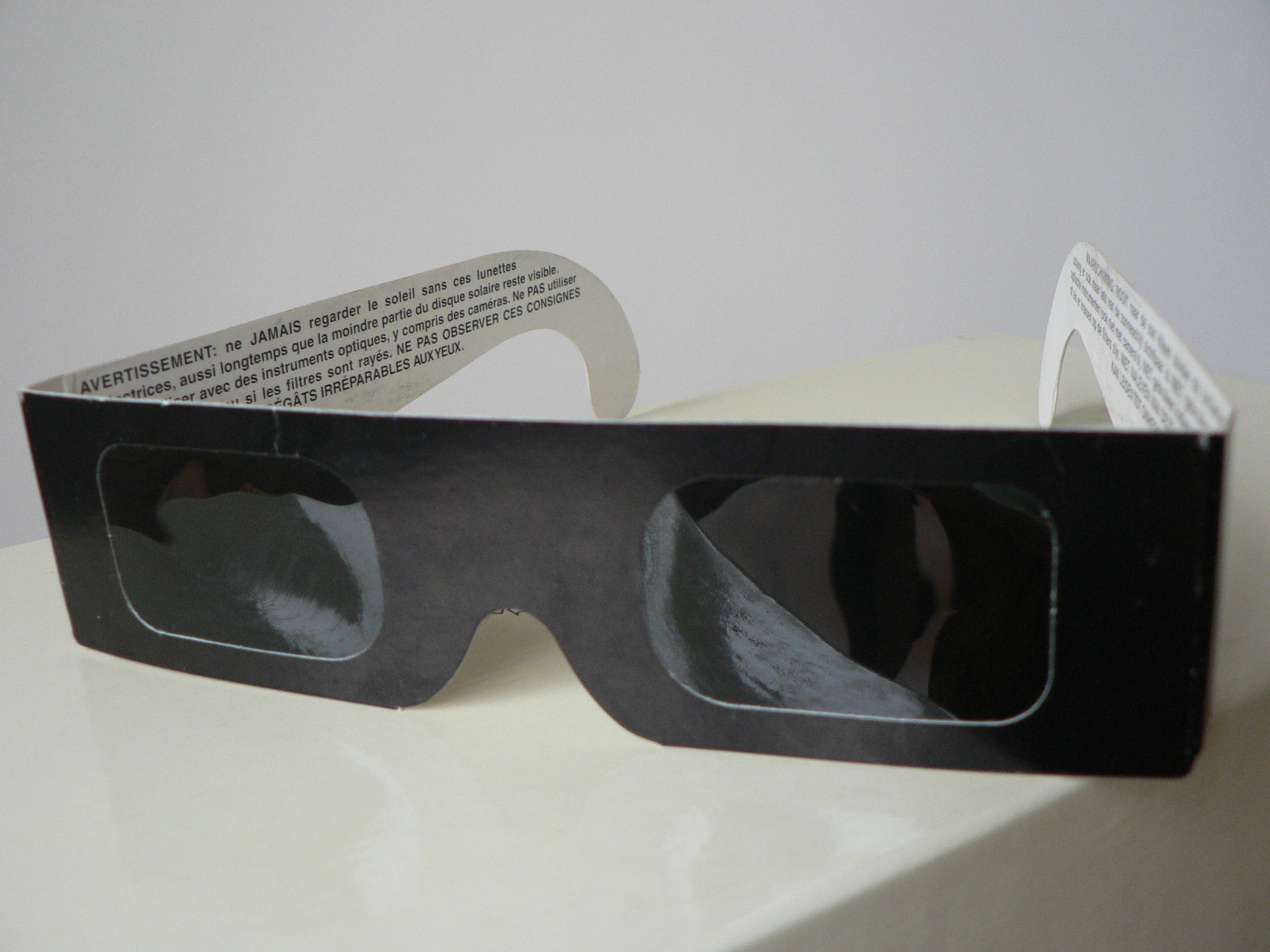
Přechod Venuše lze bezpečně sledovat pomocí brýlí na pozorování Slunce

Někdy Venuše přejde pouze po okraji slunečního kotouče. V takovém případě je možné, že v některých částech Země je viditelný pouze částečný přechod (tj. bez druhého a třetího kontaktu). Poslední přechod tohoto typu proběhl 6. prosince 1631 a další nastane 13. prosince 2611. Také může nastat případ, kdy v některých částech světa je viditelný částečný přechod, zatímco při pohledu z jiných částí Země Venuše zcela Slunce mine. Takový přechod proběhl naposledy 19. listopadu 541 př. n. l. a znovu se tak stane 14. prosince 2854.
Extrémně vzácnou událostí je současný přechod planet Venuše a Merkuru. Naposledy takový případ nastal 22. září 373 173 př. n. l., a opět se tak stane 26. července 69 163. Další simultánní přechod bude následovat až v roce 224 508. Podobně vzácným úkazem je i přechod Venuše probíhající současně se zatměním Slunce, kdy sluneční disk zakryje i Měsíc. Naposledy se tak stalo při prstencovém zatmění 1. listopadu 15 607 př. n. l. a znovu tato konstelace nastane při tzv. kombinovaném zatmění Slunce 5. dubna 15 232. Ovšem 3. června 1769 byli pozorovatelé této události velmi blízko, neboť úplné zatmění Slunce, viditelné ze Severní Ameriky, Evropy a severní Asie, nastalo pouhý den po přechodu Venuše přes sluneční disk.

## Bezpečnost pozorování
Nejbezpečnější způsob pozorování přechodu je promítání obrazu Slunce pomocí dalekohledu, triedru nebo dírkové komory na plátno, ovšem událost je možné sledovat i přímo za použití speciálních filtrů (např. astronomický sluneční filtr pokrytý tenkou vrstvou chrómu či hliníku), brýlí na pozorování Slunce nebo ochranného svářečského skla. Dříve využívané ochranné pomůcky, jako např. osvícený černobílý fotografický film, se již nepovažují za bezpečné, neboť malé vady filmu mohou způsobit, že škodlivé ultrafialové záření tímto filtrem projde. Vyvolaný barevný film zase (na rozdíl od černobílého) neobsahuje stříbro, takže je průhledný pro infračervené záření, což může vést k popáleninám na sítnici. Přímé pozorování Slunce bez použití filtru nebo s nevhodným filtrem může způsobit poškození buněk sítnice, a tím dočasnou nebo i trvalou ztrátu zraku.